# WAMU
Pour l’article homonyme, voir WaMu.
WAMU est une radio publique qui dessert la métropole de Washington, D.C.. La station diffuse sur 88.5 FM; sur internet; et en Radio HD sur 88.5, canaux 1, 2, et 3. WAMU diffuse 24h sur 24. Elle appartient à l'American University et ses studios sont situés à côté du campus au nord-ouest de Washington DC. 
Le canal 2 en HD de WAMU diffuse WAMU's BluegrassCountry, qui est aussi disponible sur le site de bluegrasscountry.org.; le canal 3 diffuse des programmes issu de WTMD, une radio AAA de Towson, dans le Maryland ainsi que d'autres programmes de la National Public Radio et de la BBC World Service, ceci depuis le 17 septembre 2007.
WAMU est affiliée à la National Public Radio, et diffuse des programmes qui en sont issus, ainsi que de American Public Media, Public Radio International et de BBC World Service. WAMU produit aussi ses propres interviews et programmes de musique bluegrass, tels que The Diane Rehm Show, Hot Jazz Saturday Night, The Kojo Nnamdi Show, et Bluegrass Overnight.
Depuis plus de quatre décennies, WAMU a rediffusé des émissions datant de l'âge d'or de la radio. Le programme Old Time Radio maintenant connu sous le nom The Big Broadcast a été créé en 1964 (sous le nom Recollections, animé alors par John Hickman). Depuis 1990, ce show est animé par Ed Walker, un animateur historique de Washington. Dans ses diffusions dominicales The Big Broadcast propose quatre heures de différents shows issus des anciens gloires de la radio depuis le milieu des années 1930 aux années 1950 tels que The Jack Benny Show, Badge 714, Gunsmoke, The Great Gildersleeve, Lux Radio Theater, et Philco Radio Time de Bing Crosby.

WAMU-AM est une radio étudiante avec une diffusion à faible distance, elle n'est disponible que sur le campus, son nom actuel est WVAU. 

## Histoire
WAMU est diffusé pour la première fois en AM le 28 juillet 1951, et pour la première fois sur la bande FM le 23 octobre 1961.
Pendant de nombreuses années, WAMU était écouté par une base loyale de fan de bluegrass. Chaque jour, la radio diffusait le Lee Michael Dempsy Show et le Ray Davis Show. Les samedis après-midi étaient aussi pour un autre Ray Davis Show ainsi que le Jerry Gray Show.  Le show Mountain Stage de la radio public de Virginie-Occidentale était diffusé le dimanche après-midi. Chaque printemps, la station animait un concert de bluegrass à la Fairfax High School. Des musiciens tels que Alison Krauss, Tony Rice, les Gibson Brothers, la Lewis Family, Hot Rize, et Red Knuckles and the Trailblazers y participaient. L'autre grand événement musical animé par la WAMU était le Pickin' in the Glen. Maintenant, WAMU  diffuse du bluegrass sur le canal 2 en HD sur 88.5 FM et a un site spécifique de streaming sur internet.
En 2004, l'important journaliste de Washington, Ellen Wadley Roper, fit un don  de 250 000 dollars à la WAMU.
Depuis le 22 janvier 2007 à vingt heures CET, WAMU devient l'unique radio d'information de type National Public Radio à diffuser en continu sur Washington D.C., car la WETA, aussi sur Washington D.C., changea de format pour diffuser de la musique classique, type de radio qui n'existait plus depuis la disparition de WGMS.

## Source
1. ↑  (en) WAMU HD-channels Programming Change Announcement

- (en) Cet article est partiellement ou en totalité issu de l’article de Wikipédia en anglais intitulé « WAMU » (voir la liste des auteurs).